# 快獣ブースカ
『快獣ブースカ』（かいじゅうブースカ）は、1966年11月9日から1967年9月27日まで、毎週水曜日19時 - 19時30分に日本テレビ系で全47話が放送された、円谷特技プロダクション・東宝製作の特撮テレビドラマ、および作品内に登場する架空の怪獣。モノクロ作品。

## 概要
円谷特技プロの作品『ウルトラQ』の1エピソード「カネゴンの繭」がベースになっており、「もしも家庭に怪獣が住んでいたら?」というテーマで、かつ当時の子供たちの視点に立って作られたコメディである。従来は恐怖の対象として扱われることの多かった怪獣を子供たちの友達として位置づけ、ウルトラシリーズとは異なる新たな怪獣像を創出した。それに伴い、肩書も「怪獣」ではなく親しみやすさを込めて「快獣」としている。
当時人気を博していた『おそ松くん』や『オバケのQ太郎』などのギャグ漫画を意識しており、特撮手法を駆使して漫画やアニメのような空想ギャグドラマを作り出すことを企画意図に掲げている。従来の円谷プロ作品のような怪獣やメカが登場する特撮らしいものや、ファンタジー性の強いストーリーなど、幅広い作風で作られていった。「バラサ、バラサ」「シオシオのパー」などの「ブースカ語」が当時の子どもたちの間で流行した。
講談社の漫画雑誌ぼくらや小学館の学年誌にも様々な作家によって漫画・絵物語が連載され、いわゆるメディアミックス展開の先駆となった。
当初は1966年10月5日放送開始予定を目指していたが、1ヶ月延期され11月9日からの放送が開始された。
放送前より放送回数は全26回と広報されており、円谷プロ側では制作日数などの問題から全26話で終了を予定していたが、視聴率も平均15%以上と好調であり、日本テレビ側の意見で47話に延長された。その際、年少の視聴者から「ブースカの兄弟が欲しい」という要望が多かったため、第26話よりチャメゴンが登場することになった。
2002年に日本映画専門チャンネルにて衛星初放送され、2006年から2007年にはチャンネルNECOでも放送された。
一部話数のスチール写真にはカラー写真もあり、第1話や掲載が多い「ブースカ対チャメゴン!」など多く現存する。

## ストーリー
発明好きの少年、屯田大作がペットのイグアナであるブースカを「ゴジラ」のような怪獣に仕立てようと、自作の栄養剤「クロパラ」を与えた。ゴジラとまではいかなかったが、ブースカは元の30倍の大きさになり、ユーモラスな顔とずんぐりした体、人間並みの知能と様々な超能力を持った「快獣」となった。そんなブースカを取り巻く子供たちや、近所の住人たちの間で繰り広げられる珍騒動を描く。

## 登場キャラクター

### 快獣
ブースカ
第1話「ブースカ誕生」で初登場。ユーモラスな顔とずんぐりした体が特徴的な怪獣ならぬ「快獣」。元々は大作のペットのイグアナだったが、大作が自作の栄養剤「クロパラ」を与えたことにより、突然変異をおこして元の30倍の大きさになった。体毛は橙色だが、頭の上方他全身の模様は茶色。腕に茶色の丸い模様がついている。性格は争いを好まず、心優しくのんびり屋で、ナイーブな感性の持ち主。人間でいえば年齢は小学5年生ぐらいの子供快獣である。精神年齢も同じで、小学5年生の勉強ならスラスラとやってしまうほどの頭を持つ。自分の感情を「ブースカ語」で表現する。人間並みの知能と百トン力（）の怪力、飛行能力や透明化、分身、光線発射など、様々な超能力を持つ。頭に生えているトサカのような「ブー冠」を温めると大学教授以上に頭が冴えるが、逆に冷やされると幼稚園児並に頭が悪くなってしまう。また、前述した超能力はここで作られるブースカニウムという物質をエネルギー源に使っているため、ブー冠が取れると全ての超能力が使えなくなる。また、激情した時はブー冠が光ったり煙を上げたりする。ラーメンが大好物で、一度に軽く30杯は平らげる。熊のような耳は精神を集中すれば10キロ先の会話も聞こえる。鼻は警察犬並みで、特にラーメンの匂いは10キロ先でも嗅ぐことが出来る。丸く愛嬌があり、邪念が感じられない目は夜間では車のライトのように光り、どんな暗闇でも見通すことが出来る。ブタのような尻尾は5mほど伸ばせて、物を掴むことができる。カメが大の苦手。また、デベソを触られると笑いが止まらなくなる。元々熱帯生まれのせいか暑いところが好きで、逆に寒いところが苦手。素直なので泥棒やあくどい人間に利用されてしまうこともあった。
- オープニングの壺から出現したブースカの「ぼく、ブースカれす」という台詞は高橋のアドリブから生まれたものである。ブースカ語である「バラサ、バラサ」や「シオシオのパー」は脚本の山田正弘、「プリプリノキリリンコ」は同じく脚本の上原正三がそれぞれ考え出した造語である。「シオシオのパー」などの動きはスーツアクターの中村晴吉が考えた。
- ブースカのデザインは企画を手がけた市川利明とする資料と制作主任の黒田達雄が手がけたとする証言があり、定かになっていない。
- ブースカのぬいぐるみ（着ぐるみ）は頭の形でAタイプ・Bタイプに分けられていたが、後年にAとBの間に別の造形も存在することが認知された。ただし、アトラクション用スーツが多く、劇中で複数の着ぐるみが登場する分身シーンも存在する。最初の造形は東宝内の島田工房が、2体目以降はエキスプロダクションが手がけた。1970年代にアトラクションのために着ぐるみが新調されている。『アニメちゃん』撮影用の着ぐるみはBタイプに似るが、質感が毛並みの良い縫いぐるみで、体色の茶が強い。頭部はオリジナルの土台をベースにボアの貼り換えで制作されたもの。『シュシュトリアン』のブースカの着ぐるみは当時のアトラクション用で、大幅なアレンジが加えられた顔に変更されている。『ブースカ! ブースカ!!』の着ぐるみは初代より脚を長めに作られた、また足部分と胴体でセパレート構造になっている。
- Aタイプの目や口を動かすギミックには自転車のブレーキのワイヤーを使用していたが、Bタイプからはラジコン式になった。ブー冠から煙を発する描写は、助監督などがチューブからタバコの煙を吹いている。
- Aタイプのみ目に電飾が仕込まれており、ナイトシーンでは発光する。
- 体の大きさを変えるシーンは、多重露光で表現された。

チャメゴン
第26話「チャメゴン誕生」で初登場。弟を欲しがるブースカのために大作が発明した「物体電送構成装置」によってリスと宇宙生物の原子が合成されて誕生した宇宙快獣。性格はイタズラ好きで意地っぱりだが、めげるとなかなか立ち直れないという純粋さも合わせ持つ。プライドが高くおしゃれで音楽好き。高慢な態度も目立つが、人情には厚い。商店街から商品を勝手に持ち出したり、ブースカたちとはぐれて迷子になったりと、トラブルの原因になることが多い。
好物のクルミを食べるとどんな物にも変身できるが、鼻のきくブースカには匂いでわかってしまうため、全く通用しない。また、100m5秒台の俊足でジャンプ力も高いが、空は飛べない。頭の1本の触角はレーダーになっており、触られるのを極端に嫌う。尻尾からは電撃を発射できる。また前述したように宇宙快獣なので宇宙でも宇宙服なしで活動可能。カエルが大嫌い。
- 着ぐるみは2体造られ、本編および映画『モーレツ大怪獣戦』で、2体を併用して撮影している。
- 変身シーンは、作画合成で表現された。

### 登場人物
屯田 大作（）
発明好きの少年。ペットのイグアナであるブースカを「ゴジラ」のような怪獣に仕立てようと、自作の栄養剤「クロパラ」を与えたが、材料のひとつのふくらし粉が古かったため手違いが生じ、ブースカは怪獣ならぬ快獣となってしまう。
メチャ太郎（）
大作のクラスメイトかつライバルで、大作のグループと対立するデッカイ団のリーダー。ブースカを仲間に引き入れようとちょっかいを出すことが多い。いつも大作と共に鬼山先生からしごかれた後に廊下に立たせられている。大作に対する対抗意識が対立の理由であり、決して悪人ではなく、必要とあれば大作たちに協力することもある。
ジロ吉（）
大作のクラスメイトで、いつも野球帽をかぶっている。自宅はラーメン屋を経営しており、よくブースカが食べにやってくる。
ミー子（）
大作のガールフレンドだが年下の小学3年生の8歳。第38・39・42話では水着姿を披露している。『ブースカ! ブースカ!!』では大作と結婚し、ラーメン屋を営んでいる。
チョロ吉（）
ジロ吉の弟で、小学1年生の6歳のヤンチャ坊主でいつも鼻水を垂らしており、動きがすばしっこいことからいつもスパイ担当になっている。
ヒロシ
大作のクラスメイトで頭脳派。縁が黒い眼鏡がトレードマーク。
ゾロ目（）
メチャ太郎の配下で、太っちょで背が低い男の子で、悪知恵がよく働き、大将であるはずのメチャ太郎さえも困らせるほどである。
ゴン太（）
メチャ太郎の部下かつクラスメイトで、イタズラ好きのワンパク少年ながらもすでに声変わりを果たしている。背が高く痩せ型。
一郎（）
大作のクラスメイトで、両親は共働きで典型的な鍵っ子である。
チコ
第20話で町に越してきた少女。ブースカになつき一緒について回るうちに大作グループのメンバーになった。当初の設定では大作たちと同じ学校に通う下級生だったが、第3クール以降のチャメゴン登場にあわせて設定が改定され、幼稚園児になった。
屯田 栄之助（）
大作の父。スクラップ工場を経営している。
屯田 ハナ子（）
大作の母。大作の発明好きには呆れている様子。
夢野 夢夫（）
玩具店店主。
鬼山先生（）
小学校教諭。大作たちの担任。

### ゲストキャラ
イモラ
第9話に登場。
大作たちが見つけた箱根の地獄谷の祠に祀られていた卵が温泉に落ちたことで温泉の熱によって孵化して誕生した巨大怪獣。
貨物列車を脱線させた後に石油コンビナートを破壊したが、ブースカにより口にダイナマイトを投げ込まれ爆死。魂は安らかに昇天して行った。
- スーツは『ウルトラマン』に登場したバニラの改造で、大作役の宮本智弘が『ウルトラマン』第25話に出演したことへの返礼の意味がこめられている。新たな頭部をバニラの胴体に付けている。頭部の4本の角は、着ぐるみのメンテナンスも担当していたスーツアクターの鈴木邦夫により『ウルトラマン』の再生ドラコに流用された。

ドンパ、レンパ、ミンパ、ファンパ、ソンパ、ランパ、シビレッパ
第12話に登場。
白いハット、タキシード、マントを身にまとった魔術師の少年・少女たち。「お菓子を食べたことが無い子供たちにお菓子を食べさせてあげたい」という願いから、洋菓子店からケーキを盗み、オカシのクニへと持ち帰っていた。北斗七星の化身であり、空へと帰って行った後は星に戻り輝いていた。

氷河魔女
第16話に登場。
地上を氷河期へと変えてしまうほどの強大な力を持つ魔女。冷気を放射する杖が武器。大作が発明したブースカ用のスーパー防寒着をブースカによって着せられ、熱さに呻きながら空へと逃げ帰った。脚本では老女で、名前は「氷河ばばあ」であった。

白い壁の悪魔
第25話に登場。
大作が読んでいた本に登場する、おとぎの国の手前で人間を押しつぶす白い壁。大作に憑依して夢の中で彼を圧死させようとする。大作が発明したドリームマシンで夢の中へ行き迎え撃つブースカには彼の恐れる「空とぶ亀の群れ」の姿になるも、たまたまブースカの口の中に入った亀がチョコレートだったので、そのまま食べられ続け、絶叫とともに消滅した。

電子頭脳の神様
第32話に登場。
日の出町の役場のコンピュータ。町長が行政で困るとお伺いを立て依存していた。父の日に憧れたブースカたちの「快獣の日」が欲しいという要望に、難題をだすも全てクリアされてしまい、町長が八つ当たりしたら暴走。町長と秘書をテープで捕縛して、役場の外に出てきて、二本のアームと熱線でブースカ、チャメゴンと戦い壊れる。

ドンブラ島の巫女
第33、34話に登場。
漂流を続けるドンブラ島のかくれ里の村の人々に狸の面をつけて支配する、化け狸の巫女。幻術を得意とし、偽ブースカに変身したり、分身して撹乱したりと、相当な強敵だったが、最後はブースカの念力とチャメゴンの光線のコンボで空に逃げるところを倒される。正体は狸の皮の太鼓（九十九神）だった。

カボチャ星人
第35話に登場。
自らは何の能力もないカボチャ頭の宇宙人。七夕の日に地球に襲来、地球をカボチャ畑に変える目的で、織姫を操り、彼女の超能力で大作たちを襲い、巨大なカボチャに変えてしまった。語尾に「〜のマイ」をつける。

ミミ
第38話に登場。
巨大な桜貝。次郎少年に魔の浦の奥の洞窟に匿われていた。次郎によく懐き、彼に与えられた魚を食べていたが、その存在が不漁の原因かと疑われ漁師たちに捕らわれそうになるも、遊泳能力が低く自力では逃げられないので、ブースカたちに帆をつけられ船になり、ブースカの起こした大風を帆に受けて海の彼方に帰された。

雷の子
第40話に登場。
渇水による水不足を解決するために大作が空気中の水分から水を生み出そうと試みたら落下してきた。空の上にも水はないと言い、ブースカからコップの水をもらって空へ帰った。

河童
第40話に登場。
葦原に生息しているらしく、冒頭渇水に困って登場、ラストブースカが湖の水を持ってきて渇水を解決して喜んでいた。

チャメ星人
第41話に登場。
母星の王様の病状が悪化したため、「チャメ星から地球に来た勇敢な少年チャメゴン」を王の後継者に迎えに来た。全員人間の姿ではあるがチャメゴン同様の変身能力を有し、ブースカの超能力を無効化するなど相当な超能力の持ち主がそろっていたが、チャメゴンと仲間の絆を見て、後継の件は諦め、王様に会ってほしいと一時的にチャメゴンをつれて帰った。

物体Xコロリン
第42話に登場。
宇宙から飛来した宇宙物体。チャメゴンがその存在を知っていた。ボール大の大きさで飛来するもその時点で鬼怒川付近のダム湖の水をすべて吸い尽くした。このサイズの時には自由に宙を舞い、滝の水を吸い上げ逆流させる。また、触手から水を噴射して攻撃することもできる。後に日光山中で人間を飲み込むほどの大きさに巨大化しメチャ太郎とゾロ目を飲み込もうとした。二人を飲み込む状態でブースカの被写体になったあと、チャメゴンの尻尾のビームで力を失って縮み、ブースカに太陽に投げ込まれた。

## キャスト

### レギュラー・準レギュラー
- 屯田大作：宮本智弘（第1 - 32・35 - 47話）
- メチャ太郎：吉野謙二郎
- ジロ吉：渡辺説十四
- ミー子：中原純子
- チョロ吉：藤江喜幸（第1 - 6・8 - 14・16 - 18・20・22・24・26 - 28・30 - 32・35 - 38・40 - 47話）
- ヒロシ：中島洋
- ゾロ目：関田哲也
- ゴン太：袖山秀樹
- 一郎：佐野裕
- チコ：近藤美智子
- 屯田栄之助：江戸家猫八（第1・2・4 - 6・8・9・13・15・16・18・20 - 22・24 - 29・31・32・35・37・29・39・40・42 - 44話）
- 屯田ハナ子：旗和子
- 夢野夢夫：稲垣昭三
- トンカチさん・梅木松雄：福岡正剛（第12・16・20・26・29・31・35・38・39話）
- 鬼山先生：大塚周夫（第4・7・11・15・16・23・24・36・41話）、宮川洋一（第30話のみの代役）

### ゲスト出演者
- 警官：高橋正夫（第1話）
- 自満軒の出前持ち：野島昭生（第1話）
- 野犬収容所職員：市毛包一、増岡弘、丸山詠二（第1話）
- 銀行案内係員：梅津栄（第2話）[注釈 7]
- 忠太山消防署署長：永井柳太郎（第2話）
- 忠太山消防署署員：大津正八（第2話）
- 助けを求める女性：若原啓子（第2話）
- 焼き鳥屋：友野多介[注釈 8]（第3話）
- 警官：奈ヶ岡信（第3・6・15話）
- 主婦：梅屋かほる、小笠原章子、北原千歳、水沢摩耶、渡辺珠子（第3話）
- 若い女性、かぐや姫（2役）：吉村絵梨子（第4話）
- チンピラ、金星人（2役）：森下哲夫、山崎猛（第4話）
- 派出所巡査：渡真二（第4話）
- エミリー屯田：美坂公子（第5話）
- 泥棒：奥村公延、はせ・さんじ（第5話）
- 一発斉天々：木田三千雄（第5話）
- 宝石店店員：山本磯六（第5話）
- 道場門弟：菊地英一、松島英一（第5話）
- 観光バスのガイド：清水歌代子、原芳江（第5話）
- 広告主：高峯竜三（第5話）
- 中馬：和久井節緒（第6話）
- 魚屋：直木みつ男（第6話）
- トラック運転手：小沢直平（第6話）
- 牛乳配達人：西條康彦（第6話）
- 審判：中山豊（第6話）
- 解説・弁当：川田勝明（第6話）
- 実況アナ：加藤勉（第6話）
- スポーツ店店員：佐竹弘行（第6話）
- 焼き芋屋：石田守衛（第6話）
- 楽団指揮者：金城哲夫（第6話）※カメオ出演
- 000ゴネリー：E・H・エリック（第7話）
- 空港職員：千葉耕一（第7話）
- ホテルボーイ：円谷文彦（第7話）
- 泥棒：晴乃ピーチク・パーチク（第8話）
- パン工場主任：寄山弘（第8話）[注釈 9]
- 用務員：サトウサブロウ（第8・14話）
- 天文台職員：高島敏郎（第8話）
- 海賊姿のダイナマイト泥棒：大村千吉、鈴木和夫（第9話）
- 小田急ロマンスカー乗務員：浅川みゆ起（第9話）
- 神奈川県警巡査：鮎川浩（第9話）
- 島の酋長：的場徹（第9話）※カメオ出演
- 山川広之介：左卜全（第10話）
- 凸凹不動産社長：上田吉二郎（第10話）
- 凸凹不動産社員：天本英世、笠井一彦、佐藤文紀、塚田正昭、中庸介、日笠潤一（第10話）
- お婆さん：原ひさ子（第10話）
- インチキ商売人：野本礼三、宮内幸平（第11話）
- ヒロシの母：西朱実（第11話）
- 人間コング：大仲清二（第11話）
- 東西サーカス団員：木島新一（第11話）
- ケーキ店主人：丘寵児（第12話）
- 魔術師：大貫ゆみ子、郷田いつ子、近藤美智子（シビレッパ）、島崎ひとみ、立花里美（第12話）
- 金持ちの婦人：関弘子（第12話）
- 金持ちの子供：七井繁信（第12話）
- メチャ太郎の兄：小沢直平（第13話）
- ゴンスケ：伊藤純男（第13話）
- ゴールの旗係：依田英助（第13話）
- パンクした車の女：浦山珠実（第13話）
- 自衛隊員：畔池紋太（第13話）
- ワンツー・プロダクション・金野プロデューサー：有木三太（第14話）
- ワンツー・プロダクション社員：逗子とんぼ（第14話）
- 大作の友達：近藤美智子（第14話）
- サブ：猪原進（第14話）
- バレエ教室の教師：三浦義子（第14話）
- チャームスクール講師：村上允俊（第14話）
- 司会者：津村ヒサシ（第14話）
- 城西署署長：近衛敏明（第15・18・30話）
- ギャングの親分：池田忠夫（第15話）
- 廃品回収のおじさん：杉狂児（第15話）
- トラック運転手：中島元（第15話）
- 庭師・植甚：里木左武郎（第15話）
- ギャング：起田志郎、小宮正実とゴールデンアームズ（第15話）
- 埋蔵金の持ち主：高松政雄（第15話）
- 解体作業の親方：田中志幸（第15話）
- 解体作業員：日笠潤一（第15話）
- メチャ太郎の母：水沢摩耶（第15話）
- 母親：三浦梨花（第15話）
- 氷河魔女：江美京子（第16話）
- 丸の湯番頭：稲吉靖（第16話）
- 長谷川アナウンサー：渡辺晃三（第16話）
- 郵便物を投函した女：阿部光子（第16話）
- 主婦：谷幸江、中山三美、真木みどり、松田真理（第16話）
- ヒゲラ大臣：山本廉（第17話）
- ハーゲ大臣：小笠原章二郎（第17話）
- ニール：宮地晴子（第17話）
- ハーゲ大臣のスパイ：小川安三、西条康彦（第17話）
- ヒゲラ大臣の部下：上田耕一（第17話）
- ホテルの客：キャシー・ホーラン（第17話）
- レストランの客：島田彰（第17話）
- 運転手：増岡弘（第17話）
- ゲームセンターの女：田所千亜子（第17話）
- 水泳部のマネージャー：西川宏（第17話）
- 虎谷虎五郎（亀田亀男）：松崎真（第18話）
- YYテレビレポーター：桜井浩子（第18話）
- 刑事：海野かつを（第18話）
- 派出所巡査：小島岩（第18話）
- トラック運転手：辻しげる（第18話）
- カメラマン：円谷文彦（第18話）
- 母親：北川博子（第18話）
- 甲賀三兄弟：加藤勉（一郎）、内野惣次郎（二郎）、佐藤維知夫（三郎）（第19話）
- 三兄弟の両親：畔池紋太（写真のみ）、氏家慎子（第19話）
- 家政婦・お松：紅理子（第19話）
- 虎子：佐藤久美子（第21話）
- 虎子の母：上野綾子（第21話）
- タコ原タコ之助：谷村昌彦（第22話）
- 魚屋：岩本弘司（第22話）
- 寿司屋：塚田正昭（第22話）
- 新郎：佐竹弘行（第22話）
- 新婦：門谷美佐（第22話）
- 主婦：加藤土代子（第22話）
- ヘソ山：並木一路（第22話）
- 警官：大沢博（第22話）
- 泥棒：河野彰（第22話）
- 鈴木つとむ：川田勝明（第23話）
- つとむの母：北川恭子（第23話）
- アンパン騎兵隊の小学生：折原正弘、小山政憲（隊長）、田村達也（第23話）
- ピョコ太：勝又富美夫（第23話）
- 博徒：小笠原優悦、鎌田英男、松本哲夫（第23話）
- 校長：落合義雄（第24・30話）
- ミー子の父：太宰久雄（第24・44話）
- 給食のおばさん：田所千鶴子[注釈 10]（第24話）
- ジミー少年：タム・アルテンバイ（第25話）
- おとぎの国の姫：キム・トーリーズ（第25話）
- ギロチン教教祖：出雲八重子（第25話）
- ギロチン教巫女：綾野京子（第25話）
- トッタ先生：坊屋三郎（第26話）
- 電気屋のおじさん：加藤茂雄、中山豊（第26話）
- 花火を打ち上げた男：的場徹（第26話）[注釈 11]
- 楽器店店主：鈴木和夫（第27話）
- 洋服店店主：大前亘（第27話）
- 青果店店主：松原靖（第27話）
- 主婦：戸田春子（第27話）
- 新聞配達の少年：萩原茂雄（第27話）
- アカシヤ画廊主人：平凡太郎（第27話）
- サングラスの女：吉田悦子（第27話）
- ガソリンスタンドの店員：近目丸夫（第27話）
- 幼稚園の先生：山東昭子（第28話）
- 園児：富田正明、中谷清昭、松村智毅（第28話）
- 工事作業員：加藤茂雄（第29話）
- 地底軍大将：広瀬正一（第29話）
- 地底タンク救出対策本部長：岡部正（第29話）
- レーダー係：西山連（第29話）
- 用務員のおじさん：大村千吉、寄山弘（第30話）
- 警官：奥村公延、丸山謙一郎（第30話）
- 女の子：辻増美（第30話）
- お婆さん：中山豊（第30話）
- 運送屋：加藤修（第30話）
- 内海：如月寛多（第31話）
- ゴルフ場建設会社社員（用心棒）：野本礼三、長谷川弘（第31話）
- 興行師：田中淳一（第31話）
- 役人：直木みつ男（第31話）
- 医師：金井大（第31話）
- 看護婦：石井富子（第31話）
- ガマ尾八九郎町長：二見忠男（第32・39話）
- ガマ尾の秘書：菊田ゆか（第32話）
- 主婦：記平佳枝、中野トシ子（第32話）
- 泥棒：橘正晃（第32話）
- 八百屋：伊原徳（第32話）
- ラーメン屋の三吉：生方壮児（第32話）
- 焼き鳥屋の丹塩太：宮田朝昭（第32話）
- 女の子：広田治美（第32話）
- 藤原純友：十朱久雄（第33話）
- キャプテン・ドンキー：十朱久雄（第33・34話）
- 純友の部下：海野かつを、大仲清治（第33・34話）
- 狸の山賊：石黒高志、坂下昌一（第33話）、広瀬正一、三島一夫、和気喬（第33・34話）
- たえ：立花里美（第33・34話）
- ドンブラ島の農夫：友野多介（第34話）
- 老婆：泉三枝子（第34話）
- 大作の友達：山県鈴子（第35・36話）
- 牽牛：鈴木良郎（第35話）
- 織姫：一谷伸江（第35話）
- 織姫の父：木田三千雄（第35話）
- 鶴じいさん：沢村いき雄（第36話）
- ナイナイ寺の和尚：丘寵児（第37話）
- ガンバル博士：大泉滉（第37話）
- ガンバル博士の子分：西條康彦（ヨイト）、鈴木和夫（コラショ）（第37話）
- お坊さん：中山豊（第37話）
- 小坊主：飯塚伸夫、田中はるみ、中根英治（第37話）
- 次郎：石見剛志（第38話）
- 次郎の姉：珠めぐみ（第38話）
- サメ吉：広瀬正一（第38話）
- 漁師：北九州男、松島映一（第38話）
- メキシコホテル支配人：平凡太郎（第38話）
- メキシコホテル従業員：小林正（第38話）
- メチャ太郎の兄：二瓶正也（第39話）
- メチャ太郎の配下：内田喜郎（第39話）
- 町内会関係者：草間璋夫、水島健二（第39話）
- 日本アルプスの水売り：坪野鎌之（第40話）
- 母親：佐渡絹代（第40話）
- 雷の子：佐藤慎也（第40話）
- 女の子：木島肖子（第40話）
- ヒュードロ大使（チャメ星人）：山本廉（第41話）
- チャメ星人：岩本弘司、河辺昌義、渋谷英男、清水良二（第41話）
- 大作の友達：芹沢匠（第41話）
- 宇中人：加藤春哉（第42話）
- ホテル従業員：辻しげる（第42話）
- 遊覧船操舵士：徳丸完（第42話）
- 遊覧船受付：大屋満（第42話）
- ゾロ目の兄：小林正（第42話）
- 新幹線の添乗員：田上洋子（第42話）
- 遊覧船船長：的場徹（第42話）※カメオ出演
- デッカイズコーチ・ドカ山：渡真二（第43話）
- ドサ子：石橋暁子（第43話）
- サッカー野球大会委員：笹川恵三（第43話）
- タツオの両親：鮎川浩、九重ひろ子（第44話）
- 派出所巡査：中島元（第44話）
- ミー子の母：松田真理（第44・45話）
- 講習会講師：永井玄哉（第44話）
- 手品師：潮万太郎（第45話）
- 南間ホテル支配人：石田茂樹（第45話）
- シスター：山口奈々（第45話）
- メチャ太郎の祖母：武智豊子（第45話）
- 風船屋：市川森一（第45話）[注釈 12]
- 大久保マユミ：立花里美（第46話）
- ニコニコ音楽店・ボンさん：世志凡太（第46話）
- ニコニコ音楽店支配人：辻村真人（第46話）
- 酒屋の淳さん：大谷淳（ザ・モンスターズ）
- 町の若者：岡たけし、木村たかし、トン斉藤（ザ・モンスターズ）（第46話）
- ダンプカーの運転手：小高まさる（第46話）
- カミナリ博士：由利徹（第47話）
- 政府高官：高島敏郎、森塚敏（第47話）
- 実況アナウンサー：福留功男（第47話）※ノンクレジット
- オペレーター：小林正（第47話）

### 声の出演
- ブースカ：高橋和枝
- チャメゴン：堀絢子[注釈 13]（第26話 - ）
- 金持ちの母子：高橋和枝（第12話）
- ナレーター：渡辺晃三（第22話）
- 白い壁の悪魔：中曽根雅夫（第25話）[注釈 14]
- 電子の神：熊倉一雄（第32話）
- 巫女：出雲八重子（第33話）、沼波輝枝（第34話）
- カボチャ星人：熊倉一雄（第35話）
- オットセイ：北村弘一（第36話）
- チャメ星人：加藤精三（第41話）[注釈 15]
- 遊覧船の船長：加藤精三（第42話）
- タツオ：太田淑子（第44話）

### スーツアクター
- ブースカ：中村晴吉（第1 - 22・28・30・32・35・36・38・40・41・43・44・47話）、清野幸弘（第23・25話）[注釈 16]、鈴木邦夫（第24・26・27・29・31・33・34・37・39・42・45・46話）
- チャメゴン：山村哲夫（第26 - 31・33・34・37・39・42・45 - 47話）[注釈 17]、荒垣輝雄（第32・35・36・38・40・41・43・44話）、
- カボチャ星人：松島映一（第35話）

## スタッフ
- 監修：円谷英二
- プロデューサー：守田康司、永井陽三（日本テレビ）、岡田晋吉（クレジットなし）[要出典]
- 企画：市川利明
- 監督：竹前重吉、満田かずほ、鈴木俊継、木俣和夫、川崎徹広、野長瀬三摩地
- 脚本：山田正弘、藤川桂介、関沢新一、市川森一、金城哲夫、森田有彦、山野浩一、川崎徹広、三井偠市、上原正三、小野勝也
- 特殊技術：的場徹、大木淳、有川貞昌
- 撮影：田島文雄、佐川和夫、森喜弘
- 照明：小林哲也、佐藤幸次郎
- 美術：高山彦三郎、岩崎致躬、深田達郎、成田亨
- 編集：兼子玲子
- 光学撮影：中野稔
- 助監督：大平隆、東條昭平、松生秀二
- 録音：キヌタ・ラボラトリー、アオイ・スタジオ
- 音楽：宮内国郎
- 提供：丸美屋食品
- 協力：小田急電鉄（9話）、ホテルマウント富士、行川アイランド、鬼怒川温泉ホテル、奥日光南間ホテルほか
- 製作：日本テレビ、円谷特技プロダクション、東宝株式会社、小林煕昌（クレジットなし）[要出典]

## 主題歌
- 「快獣ブースカ」
  - 作詞：船橋三四／作曲：宮内国郎／歌：高橋和枝、みすず児童合唱団
  - オープニング用のテレビサイズは、1番と2番、1番と3番、2番と3番の3種類が使われている[25]。
  - オープニングのクレジットでは高橋の名前のみが表示されており、途中から「唄/（ブースカの）声：高橋和枝」などの形（表記は一定していない）で出演者の部分にまとめられるようになった。また、オープニング映像は第26話まではブースカのみが登場していたが、第27話からチャメゴンを加えたものに変更された。

## 挿入歌
- 「陽気なブースカ」(第14話)
  - 作詞：宮あきら／作曲：高梨純／歌：高橋和枝
  - 第45話ではインストゥルメンタル版が使用された。
- 「ブースカソング」
  - 作詞：船橋三四／作曲：宮内国郎／歌：高橋和枝
  - 第2、3話ではインストゥルメンタル版が使用された。
  - また、第46話では子供たちがこの歌を合唱するシーンがある。
- 「ブースカ音頭」(第14話)
  - 作詞：西田一／作曲：宮内国郎／歌：高橋和枝
  - 第14話ではインストゥルメンタル版と併用、第16話ではインストゥルメンタル版が使用された。

## 放送リスト
| 話数 | 制作 No | 放送日         | サブタイトル               | 脚本              | 監督         | 特殊技術 |
| ---- | ------- | -------------- | -------------------------- | ----------------- | ------------ | -------- |
| 1    | 5       | 1966年 11月9日 | ブースカ誕生               | 山田正弘          | 竹前重吉     | 的場徹   |
| 2    | 8       | 11月16日       | ブースカ出動               | 藤川桂介          | 満田かずほ   | 的場徹   |
| 3    | 4       | 11月23日       | ブースカ対パースカ         | 関沢新一          | 満田かずほ   | 的場徹   |
| 4    | 6       | 11月30日       | ブースカ月へ行く           | 市川森一          | 竹前重吉     | 的場徹   |
| 5    | 3       | 12月7日        | ブースカの名ガイド         | 金城哲夫          | 満田かずほ   | 的場徹   |
| 6    | 9       | 12月14日       | 野球珍騒動                 | 藤川桂介          | 満田かずほ   | 的場徹   |
| 7    | 10      | 12月21日       | スパイをやっつけろ!        | 市川森一          | 竹前重吉     | 的場徹   |
| 8    | 1       | 12月28日       | ロケット騒動               | 山田正弘          | 竹前重吉     | 的場徹   |
| 9    | 12      | 1967年 1月4日  | ブースカの大冒険           | 森田有彦 市川森一 | 満田かずほ   | 的場徹   |
| 10   | 11      | 1月11日        | あの広場を守れ!            | 山野浩一 藤川桂介 | 竹前重吉     | 的場徹   |
| 11   | 7       | 1月18日        | ブー横丁の学習塾           | 山田正弘          | 竹前重吉     | 的場徹   |
| 12   | 14      | 1月25日        | ブースカと七人の魔術師     | 市川森一          | 満田かずほ   | 的場徹   |
| 13   | 13      | 2月1日         | マッハ・ブースカ号         | 川崎徹広          | 満田かずほ   | 的場徹   |
| 14   | 2       | 2月8日         | ブースカ踊る               | 藤川桂介          | 竹前重吉     | 的場徹   |
| 15   | 16      | 2月15日        | バラサで行こう!            | 三井偠市          | 竹前重吉     | 的場徹   |
| 16   | 15      | 2月22日        | 氷河時代をふきとばせ!      | 市川森一          | 竹前重吉     | 的場徹   |
| 17   | 17      | 3月1日         | ブー冠・王冠・とんちんかん | 藤川桂介          | 満田かずほ   | 的場徹   |
| 18   | 18      | 3月8日         | こちらブースカ! 110番      | 金城哲夫          | 満田かずほ   | 的場徹   |
| 19   | 19      | 3月15日        | ブースカにまかせて         | 藤川桂介          | 竹前重吉     | 的場徹   |
| 20   | 20      | 3月22日        | 空飛ぶ円盤がやって来た!    | 上原正三          | 竹前重吉     | 的場徹   |
| 21   | 21      | 3月29日        | ウルトラまんじゅうに突撃   | 三井偠市          | 竹前重吉     | 的場徹   |
| 22   | 22      | 4月5日         | 大爆発! ご用心             | 上原正三 市川森一 | 満田かずほ   | 的場徹   |
| 23   | 24      | 4月12日        | ワッペン戦争               | 市川森一          | 鈴木俊継     | 的場徹   |
| 24   | 23      | 4月19日        | ぼくは一等賞               | 山田正弘 上原正三 | 満田かずほ   | 的場徹   |
| 25   | 25      | 4月26日        | 夢を食べちゃった!          | 三井偠市          | 鈴木俊継     | 大木淳   |
| 26   | 26      | 5月3日         | チャメゴン誕生             | 藤川桂介          | 満田かずほ   | 的場徹   |
| 27   | 27      | 5月10日        | ブースカ対チャメゴン!      | 藤川桂介          | 満田かずほ   | 的場徹   |
| 28   | 28      | 5月17日        | 宇宙から来たんだ           | 上原正三          | 竹前重吉     | 大木淳   |
| 29   | 29      | 5月24日        | 地底戦車で探険             | 上原正三          | 鈴木俊継     | 有川貞昌 |
| 30   | 30      | 5月31日        | スピード銃に気をつけろ!    | 藤川桂介          | 木俣和夫     | 大木淳   |
| 31   | 31      | 6月7日         | 飛んで来た遊園地           | 市川森一          | 満田かずほ   | 有川貞昌 |
| 32   | 32      | 6月14日        | すてきな快獣の日           | 三井偠市 上原正三 | 川崎徹広     | 大木淳   |
| 33   | 33      | 6月21日        | 不思議なドンブラ島         | 市川森一          | 木俣和夫     | 的場徹   |
| 34   | 34      | 6月28日        | ドンブラ島の化け狸         | 市川森一          | 木俣和夫     | 的場徹   |
| 35   | 35      | 7月5日         | 銀河へ行こう!              | 市川森一          | 満田かずほ   | 大木淳   |
| 36   | 39      | 7月12日        | 踊れ!フラミンゴ            | 上原正三 市川森一 | 野長瀬三摩地 | 有川貞昌 |
| 37   | 36      | 7月19日        | ナイナイ寺はドッキリ!      | 藤川桂介          | 川崎徹広     | 大木淳   |
| 38   | 38      | 7月26日        | 海が呼んでる               | 上原正三 市川森一 | 野長瀬三摩地 | 有川貞昌 |
| 39   | 37      | 8月2日         | 百トン旋風ワッショイ!      | 小野勝也 上原正三 | 川崎徹広     | 大木淳   |
| 40   | 41      | 8月9日         | 水の大行進                 | 市川森一          | 鈴木俊継     | 大木淳   |
| 41   | 40      | 8月16日        | 宇宙の王様                 | 藤川桂介          | 鈴木俊継     | 大木淳   |
| 42   | 43      | 8月23日        | 物体Xコロリン              | 上原正三          | 鈴木俊継     | 的場徹   |
| 43   | 42      | 8月30日        | 魔球に突撃!                | 山田正弘 上原正三 | 木俣和夫     | 大木淳   |
| 44   | 44      | 9月6日         | チビッコ台風               | 藤川桂介          | 木俣和夫     | 大木淳   |
| 45   | 45      | 9月13日        | 魔法の帽子                 | 市川森一          | 鈴木俊継     | 的場徹   |
| 46   | 46      | 9月20日        | 空飛ぶ音楽堂               | 三井偠市          | 川崎徹広     | 的場徹   |
| 47   | 47      | 9月27日        | さようならブースカ         | 市川森一 上原正三 | 野長瀬三摩地 | 的場徹   |

## 放送局
- 日本テレビ（キー局） : 水曜 19:00 - 19:30
- 札幌テレビ：金曜 17:00 - 17:30[26]
- 青森放送：日曜 9:30 - 10:00[27]
- 秋田放送：日曜 18:00 - 18:30[28]
- 仙台放送 : 木曜 18:15 - 18:45（第20話まで）→ 金曜 18:15 - 18:45（第21話より）[29]
- 山形放送 : 金曜 18:15 - 18:45[30]
- 福島テレビ : 土曜 16:30 - 17:00（1967年1月7日 - 2月11日）→ 水曜 18:15 - 18:45（1967年2月15日 - 7月26日）→ 火曜 18:15 - 18:45（1967年8月1日 - 10月31日）[31]
- 新潟放送 : 金曜 17:30 - 18:00（1967年1月13日スタート）[32] → 金曜 18:15 - 18:45[33]
- 北日本放送：火曜 17:30 - 18:00（1967年6月6日 - 1968年4月30日） [34]
- 北陸放送：月曜 17:25 - 17:55（本放送終了後の1970年頃放送）[35]
- 山梨放送：土曜 18:00 - 18:30[36]
- 静岡放送：月曜 17:00 - 17:30[37]
- 名古屋テレビ放送：水曜 17:00 - 17:30（1967年3月時点）[38] → 水曜 16:45 - 17:45
- よみうりテレビ：水曜 19:00 - 19:30[39]
- 中国放送：月曜 18:00 - 18:30[40]
- 山口放送：日曜 10:00 - 10:30[41]
- 西日本放送：土曜 17:20 - 17:50[40]
- 四国放送：木曜 17:15 - 17:45（1968年1月時点）[42]
- RKB毎日放送：水曜 18:00 - 18:30[43]
- 熊本放送：木曜 17:00 - 17:30[43]
- 琉球放送：火曜 18:00 - 18:30（1968年1月時点）[44]

## 漫画
- ぼくら
  - 1966年8月号-1967年12月号 益子かつみ
- 小学館の学年別学習雑誌
  - めばえ
    - 1966年9月号-1967年8月号 太田じろう

  - よいこ
    - 1966年9月号-1967年8月号 太田じろう

  - 幼稚園
    - 1966年9月号-1967年9月号 太田じろう

  - 小学一年生
    - 1966年9月号-1967年3月号、1967年5月号-8月号 太田じろう
    - 1967年4月号 宮坂栄一

  - 小学二年生
    - 1966年8月号-1967年8月号 わくいかずお

  - 小学三年生
    - 1966年9月号-1967年8月号 わくいかずお

  - 小学四年生
    - 1966年9月号-1967年8月号 わくいかずお

  - 小学五年生
    - 1966年8月号-1967年6月号 わくいかずお

  - 小学六年生
    - 1966年10月号-1967年5月号 わくいかずお
- テレビランド
  - 1991年 -1997年連載 細井雄二
- 月刊ヒーローズ
  - 「BOOSKA+（ブースカプラス）」
    - 2014年5月号から2015年9月号まで連載。単行本全3巻。
    - シナリオ 金巻ともこ／山科清春　構成 とくたけきょうこ 企画 naopu@FOOM 作画JIMMY

## 未制作話
- 「続.ならず島の宝　狐の火祭」（脚本:市川森一）

プロットストーリーとして手書き原稿が書かれたが、脚本化はされなかった。
- 「ブースカ只今入院中」（脚本:長坂秀佳）[45]

第9話として放送予定で途中まで撮影されていたが中止された。
- 「快獣兄弟」（脚本:上原正三）[46]

第28話として放送予定だったが、映像化は見送られ、チャメゴンが宇宙怪獣という設定を強調した「宇宙から来たんだ」が実際の第28話となった。

## その他
- 監修を務めた円谷英二は、『ウルトラQ』や『ウルトラマン』ではチェックが厳しかったが、本作品では笑顔で試写を観賞していたという[5]。
- 撮影を担当した森喜弘によれば本作品では特撮班が編成されておらず、特技監督は特撮撮影の日のみ現場に来て本編と同じスタッフで撮影を行っていた[47]。
- 本作品は、脚本家・市川森一のデビュー作でもある[2]。第4話「ブースカ月へ行く」がそれで、この作品は円谷英二がかねてから「竹取物語」の映像化を懸案しているのを知った市川が、かぐや姫の物語をイメージソースに仕立てた作品である。
- 第1話「ブースカ誕生」では大作が当初ゴジラのような怪獣を作ろうとしていたので『ゴジラ (1954年の映画)』の映像が流用されている[19][48][49]。企画書ではゴジラを登場させることも検討されていた[6]。
- 第6話「野球珍騒動」に楽団の指揮者役として金城哲夫、第9話「ブースカの大冒険」では島の酋長、第26話「チャメゴン誕生」では町会長役として的場徹、第45話「魔法の帽子」に風船屋役として市川森一が出演している。
- 第38話「海が呼んでいる」は少年がひっそりと巨大な貝を育てる話だが、同話脚本の上原正三が以前書いた『ウルトラQ』のNG脚本「化石の城」がモチーフになっている。
- 第3話の脚本を手掛けた関沢新一は、金城哲夫や上原正三が師事しており、本作品へは円谷一の要請でテコ入れとして参加したという[50]。
- 次回予告のナレーションは、当時・日本テレビアナウンサーの福留功男が担当していた。また、最終回でのロケットを打ち上げるシーンに出演した。
- 『ウルトラセブン』に名前が流用された7人の原始人が活躍するコメディ作品『ウルトラ・セブン』は本作品の後継作品という位置付けで制作される予定だった[51]。
- 最終回「さようならブースカ」は宇宙に旅立つブースカが20年後（ブースカたちにとっては20日）に再会を約束する内容であったことから、ファンの中には最終回からちょうど20年後となる1987年の続編に期待が集まり、本作品がデビュー作でブースカに思い入れが強い市川森一も意欲を見せた。1984年の映画『アニメちゃん』はテレビシリーズのパイロットの意図もあり、ブースカ復活を念頭においていたが、丁度児童向けドラマの衰退期に当たってしまっていた。結局テレビ東京で、作品世界としては続編として繋がりを持たせていても実質リメイク版に等しい『ブースカ! ブースカ!!』が1999年に放送されている。
- 円谷プロのファンクラブ会報の企画で、大吉を演じた宮本智弘が「ブースカのリメイクされるとしたら、成長した大ちゃんを演じるお考えはありますか？」という質問に「差し支えなければやってみたいとは思いますが、中々実情がね、難しいでしょうしね。ただ一個人としては、ブースカが帰って来て、テレビで新しい番組が始まって欲しいとは思います」と答えている[信頼性要検証]。
- 1980年に放送された『ウルトラマン80』に登場した怪獣テツオンは、ブースカの声を演じた高橋和枝が声優に、チャメゴンのスーツアクターを演じた山村哲夫がスーツアクターにキャスティングされている。
- 1988年夏、中京テレビの深夜バラエティ『ミッドナイトギグ』内で事実上の再放送を果たした。またこれが縁となったのか、同年10月にスタートした同局のローカルバラエティ番組『ラジオDEごめん』のイメージキャラクターに採用された。
- 1993年発売の『ウルトラマンVS仮面ライダー』の初期企画段階では進行役としてブースカ（と、ロボコン）を登場させる予定であった。
- 『ウルトラマン』と並行して制作された本作品は予算が少なく、円谷プロの敷地内で撮影が行われたり、『ウルトラマン』のセットを流用するなどされた[2]。
  - 物語の中心である大作の自宅の撮影は以前の円谷プロ本社本館のはなれである倉庫も兼ねた一階建ての別館で行われた。そこは以前『ウルトラQ』の15話である「カネゴンの繭」制作時でも主役の金男の自宅として撮影が行われた。
  - 第8話「ロケット騒動」に登場する天文台のセットは『ウルトラマン』の科学特捜隊基地の流用[19]。
- 非公式な記述であるが、『ウルトラマンガイドブック』（竹書房）によれば、物語の舞台であるブースカ横丁は『ウルトラマン』の科学特捜隊日本支部の近くにあるとされている[要ページ番号]。
- 『ウルトラファイト』第196話「怪獣死体置場」で円谷プロの着ぐるみ倉庫に頭部を外した状態で吊っているのが確認できる。
- 神奈川県川崎市多摩区にあった向ヶ丘遊園は、1997年に円谷プロとの協力により園内に「ブースカランド」を開設した。このアトラクションは年々減少する入園客を呼び戻すために作られた模様。しかし2002年、小田急電鉄の経営悪化により向ヶ丘遊園は閉園し、ブースカランドも閉鎖された。向ヶ丘遊園の「ブースカランド」には、ブースカ、チャメゴンの他にピンク色のブースコという女の子の快獣もいた。
- 中島春雄は当時幼児だった娘が通う保育園に円谷プロに頼んでブースカとチャメゴンに来てもらい大好評だったという[52]。
- 第29話「地底戦車で探険」に登場する地底戦車の小サイズプロップは、2021年の時点で特撮監督の原口智生が所有しており、撮影当時に近い形に修復している[53]。

## 映像ソフト
- VHSは1983年から1984年にかけてリリース。
- 2001年4月25日には『快獣ブースカ DVDメモリアルBOX』がバンダイビジュアルより発売[54]。
- 2013年3月22日には『快獣ブースカ COMPLETE DVD-BOX』がバンダイビジュアルより発売[55]。
- 2016年創刊の『円谷プロ特撮ドラマDVDコレクション』の創刊号 - 第23号に収録。各巻2話収録（第23巻のみ3話収録）。

## 派生作品

### ブースカ帰ったよ!
1997年にNHK衛星第2で放送された『夢さがしテレビ 懐かしのこども番組大集合』という特番内で『ブースカ帰ったよ!』というカラー映像のミニドラマが製作された。
ブースカが自分のことをすっかり忘れた地球の人々に不満を抱き、宇宙から帰って来る。久し振りの東京の変化に驚きつつも、テレビ局（テレビ神奈川）でラーメンを作るリハーサルをしていたチョロ吉と再会し、一緒に大作を探すため、当時の映像を織り交ぜながらかつてのロケ地を巡る。しかし、大作と会えず心細くなったブースカは通りがかりの子供たちを遊びに誘うも昔の遊びしか知らないことから馬鹿にされ、取り残されてしまう。そこで突然、大作から一通の手紙を受け取る。その手紙には「都合で会えないが、今も元気で仕事をしている」という旨が書かれており、ブースカは「今度会えたら、大ちゃんの子供と遊びたいなあ」と呟いた…といった内容である。
いずれも本編のオリジナルキャスト。
- ブースカの声：高橋和枝
- チョロ吉：伍代参平

### パイロット版
1997年に新作制作に向けてのパイロット版が製作された。監督は河崎実、出演は円谷浩。スーツはアトラクション用のものを使用。本作品は2019年現在まで公開されていない。

### ブースカ! ブースカ!!
初代の一部の登場人物が成長した姿で登場し、初代ブースカの存在も語られ、作中にその写真も登場しているが、最終話での「20年後に再会する」への言及がない点など、正式な続編ではないとする向きもある。『円谷プロ全怪獣図鑑』では「イメージ的続編」と位置づけている。
本作品のブースカは『ウルトラマンダイナ 帰ってきたハネジロー』にもカメオ出演している。

### みんな集まれ ブースカスタジオ
ブースカ誕生40周年を記念して2007年にブロードバンド映像配信サービス「ウルトラチャンネル」で配信されたバラエティ番組。キャラクターは劇団こがねむしによるパペットで登場した。
「快獣ブースカR星」
R星でのブースカたちを描く人形劇。R星に不時着したブースカとチャメゴンは、荒野をさまよい、R星人のアーリーという女性に助けられ、彼女の家に居候することになる。ブースカたちは、アーリーや泣き虫の少女ミャンパとともに、小惑星の激突の危機からR星を救う。

### フラッシュ・ザ・ブースカ
2008年YouTubeのウルトラチャンネルで配信されたフラッシュ動画アニメ。快獣ブースカOPアニメを元にしている。
スタッフ
- 構成：川上隆史
- 絵コンテ：アミノテツロ
- 効果：金光大輔
- ブースカの声：おかのみさと
- アドバイザー：小西利典
- 制作：井口基水、坂田麗佳、鈴木理香子
- プロデューサー：中山浩太郎、米村宏
- フラッシュアニメーション：黒岩和幸
- 製作・著作：円谷プロダクション

### ぶ・ら・りブースカの旅
『ぶ・ら・りブースカの旅 ウルトラマンランド編』は、『ぶらりカネゴンの旅』に続き2012年2月24日にニコニコ動画で配信された短編映像。また、2012年4月21日発売のDVD『ミラーマン』第10巻にも収録。ウルトラマンランドにブースカが行って紹介する話。
YouTube「ブースカちゃんねる」開設記念として『ぶ・ら・りブースカの旅 巣鴨地蔵通り商店街』を2012年11月16日に前篇、2012年12月1日に後篇を配信。続く開設1周年記念として『新・ぶ・ら・りブースカの旅 新横浜ラーメン博物館』を2013年10月4日に前篇、2013年10月11日に後篇を配信。
2015年1月3日にBSスカパー!情報番組『チャンネル生回転TV Allザップ!』にゲスト出演しており、「ブースカちゃんねる」でその場面の動画も配信されている。

### BOOSKA+
『BOOSKA+』（ブースカプラス）は、『快獣ブースカ』のスピンオフにあたる漫画作品。月刊ヒーローズ2014年5月号より2015年9月号まで連載。全18話だが、連載は第16話までで、第17話と最終話は単行本描き下ろし。シナリオは金巻ともこ、山科清春、構成はとくたけきょうこ、企画はnaopu@FOOM、作画はJIMMYがそれぞれ担当。
『快獣ブースカ』本編の約70年後の物語で、大作の孫「コーサク」が主人公。また、ストーリーは『快獣ブースカ』よりもシリアスな展開が中心になっている。

#### ストーリー
天才高校生の屯田コーサクは、学校で悪い噂を流されたことから登校拒否となり、研究室に閉じこもって発明に没頭していたが、ある日、上空から落ちてくるロケットを目撃する。ロケットの中から飛び出してきたのは、数十年前に祖父・屯田大作が創りだし、未知のエネルギーを求めてR星に旅立った快獣ブースカだった。しかし、今の世界はすっかり変わり、かつてのように快獣が子どもたちと仲良く暮らせるような世界ではなくなっていた。コーサクはブースカを人間の姿に変身させるブーリングという指輪を作り、紆余曲折しながらもブースカとの親交を持つようになる。また、チャメゴンによる騒動を得て、コーサクは本来の明朗さを取り戻すようになった。その一方、炎の陰謀や「白い壁の悪魔」の存在がコーサクたちの困難として立ちはだかることになる。

#### 登場人物
屯田 コーサク（）
屯田大作の孫にあたる天才高校生。リクガメの「リク」を飼っている。円谷高校に在籍しているが、周囲の嫉妬と偏見で心を閉ざし、不登校を行うようになっていた。ブースカの行動により、本来の明朗さを取り戻す。
ブースカ / 屯田 風介（）
大作が生み出した快獣。本編から約70年後にアール星から地球に戻ってきた。コーサクの作った指輪「ブーリング」により、「屯田風介」という色黒のイケメン人間に変身する。人間態は口調も変わっており、他の能力は制限されているが、身体能力は普通の人間を大幅に上回る。
チャメゴン / 海斗（）
大作が生み出した快獣で、ブースカの弟。ブースカより先に地球に戻り、「海斗」という人間の美少年に変身して高校に通っていた。
白又 美月（）
コーサクの幼馴染。
屯田 大作（）
コーサクの祖父。天才発明家として名を馳せたが、7年前に亡くなっている。夢の再生保存ができるシステムを開発する過程で、「白い壁の悪魔」を生み出してしまった。
チョロ吉（）
大作の幼馴染。現在はラーメン屋の店主。
七虹（）
チョロ吉の孫娘。
夢野 久太（）
円谷高校に勤務する教師。「≪カイジュウ町ゼロ番地≫計画」の唯一の生き残り。
アール
大作が作ったワッペン快獣（快獣型ロボット）。
炎（）
円谷高校の保険医。大作と共に研究をしていた元研究員で、チャメゴンを騙してブースカの「ブースカニウム」を奪おうとした後、白い壁の悪魔の大作に取り込まれる。
松土（）
怪獣特捜隊の指令（コマンダー）。フォビトリウムによって凶悪化する怪獣を退治しており、ブースカたちも退治しようとしている。
目茶 太郎（）
大作の幼なじみ。コーサクたちの高校の理事長であり、元内閣総理大臣。
目茶 三郎（）
目茶太郎の孫にあたるリーゼントの青年。コーサクのクラスメイトでもあり、彼を偏見せずに接する。

#### 重要語句
怪獣 / 快獣

ワッペン快獣
大作が作った快獣型ホロボット。超薄型ホロプログラム発生装置・ホロワッペンが本体。

怪獣特捜隊
通称「怪特隊」。怪獣災害への対応（怪獣の駆逐と目撃者の記憶の操作）を行う。
≪カイジュウ町ゼロ番地≫計画
夢野が少年時に参加した、快獣を再び生み出そうという大作の実験計画。実験は失敗に終わり、「白い壁の悪魔」を世に放ってしまった。
ブースカニウム
ブースカのブー冠から発生するエネルギー。
ブーリング
大作の基本設計を元にコーサクが完成させた指輪型デバイスで、ブースカニウムを使ってブースカを人間体に変身させるほか、さまざまな機能を持つ。ブーリングは2つあり、ブースカとコーサクが同時にはめることでシンクロナイズし、コーサクがブースカの超能力をコントロールできるようになる。
クルミブレス
コーサクが作った腕輪型デバイスで、チャメゴンの感覚器官を増強するとともに変身を簡便化する。
白い壁の悪魔
大作が夢の中から蘇らせてしまった悪魔。人間に寄生して夢を喰らい、怪獣を生み出す。映像作品の第25話「夢をたべちゃった」で、大作の夢の中に現れて彼を苦しめた悪魔と同名だが、同一の存在なのかは不明。
フォビトリウム
悪夢物質。白い壁の悪魔のエネルギー源であり、怪獣の身体を構成する。ギリシア神話の夢の獣神ポベートールがその名の由来。
アンチ・フォビトリウム光線
怪特隊が怪獣に対抗する際に使用する光線。怪獣を消滅させる効果を持つ。しかし、ブースカ・チャメゴンには効かず、逆に活力を与えた。

#### 書籍情報
1. 2014年9月5日発売 ISBN 978-486468-382-1
2. 2015年4月4日発売 ISBN 978-486468-413-2
3. 2015年12月4日発売 ISBN 978-4-86468-444-6

## その他の登場作品
『ウルトラマン・ウルトラセブン モーレツ大怪獣戦』（1969年）
サークロラマという特殊な施設で公開された映画。ブースカとチャメゴンが司会となり、ウルトラマン、セブンと怪獣の戦いを案内する。脚本ではブースカが巨大化してカラスの群れに頭を突っ込む場面があったが撮影されず、2匹は司会に徹していた。
初代ブースカとチャメゴンの唯一のカラー映像。チャメゴンは『快獣ブースカ』の作中で使われた2体の着ぐるみが両方使われている。声優もオリジナルと同じく高橋と堀。
『チビラくん』（1970年 - 1971年）
第65話「ガキンコの母さんヤーイ!」などセミレギュラーとして、ブースカの着ぐるみがゴルバの亡き妻「オク」として登場。すでに故人で遺影の出番だが遺影の中から無言で会釈したりしてくる。
『アニメちゃん』（1984年）
カネゴン、ピグモンと共に絵から実体化。3大愉快獣とされ、「ブーカーピー」とも略称される。初代のラーメン好きや飛行能力の性質を継いでいる。
『有言実行三姉妹シュシュトリアン』（1993年）第40話『ウルトラマンに逢いたい』
円谷プロの着ぐるみが実体化したという設定で、ブースカとウルトラ怪獣が登場。初登場時は多くのラーメンを食べていた。
『ウルトラマンM730 ウルトラマンランド』（1996年）
テレビ東京系で放送された5分間の帯番組の登場人物として、第55話から登場。宇宙旅行中に落ちた星で、ブースカはピグモン、チャメゴンはレッドキングの家で暮らすようになる。『快獣ブースカ』最終回の続きで、虫たちの音楽会を行う話もある。『みんな集まれ ブースカスタジオ』と同様に劇団こがねむしのパペット人形劇である。
『新世紀2003ウルトラマン伝説 THE KING'S JUBILEE』（2003年）
ウルトラマンキングの30万歳の誕生日をウルトラヒーロー、怪獣たちとともにブースカやチャメゴンが祝福する。
『ウルトラマンR/B』（2018年）

第17話「みんなが友だち」にブースカが登場。声は冨永みーな。
ダダから「大御所様」と呼ばれ、ピグモンと同様にウルトラ戦士と怪獣・宇宙人、人間たちの敵対ぶりを古くから知っており、和睦のために年1回、宇宙人たちの大慰労会を行う心優しい善良な性格も描かれた。
- 監督の辻本貴則は、「大御所様」の選定にあたって円谷プロダクションの造形部LSSを訪ねたところ、ブースカが話題に挙がり、他の選択肢が考えられなくなったと述べている。声は原典と同じく女性で考えていたところ、富永が『ウルトラマンレオ』の関連イベントに出演していたことから依頼するに至った。

『ウルトラマン ニュージェネレーションクロニクル』（2019年）
番組ナビゲーターとしてブースカが登場。ウルトラマン専門の映画館ブースカ劇場の支配人で、ペガッサ星人ペガを雇う。
第13話では、ウルトラマントレギアに対してブースカがプリプリのキリリンコとブー冠から煙を出して怒った。
声は『ウルトラマンR/B』に引き続き、冨永みーな。

漫画『ウルトラマン超闘士激伝』
本作に登場した怪獣がモブキャラの観客として描かれている。
SNS『Decoo』
アバターコラボレーションアイテムがガチャとして登場した（色違いのブースカ人形やレアアイテムにのぞきみているブースカ、着ぐるみのアバター衣装）。
DSゲーム『怪獣バスターズ』
ブースカが登場している。ブースカ語しか喋らない。
朝日新聞のCM（1996年）
ブースカが出演した。このCMは言葉を一切話さない演出であり、同時期の朝日新聞定期購読ノベルティとして、高橋の発する新録ブースカの声が流れる特製目覚まし時計が製作・頒布された。
漫画『ウルトラジャーニー ツインテール少女とツインテールな僕』
ブースカが擬人化され、「ブウス子」という名の少女として登場。また、原典のままの姿のチャメゴンが「ちゃめゴン」として登場。
漫画『酩酊!怪獣酒場2nd』
怪獣酒場のメニュー「ブースカオムライス」として出演。
『ウルトラマン ニュージェネレーション スターズ』（2023年）
第14話「戦う女の子」回にて上記『ウルトラマンR/B』のエピソードの一部が使用された。放送時間帯に「ブースカ」がTwitterトレンド入りした。